# Nattie Neidhart
Natalie (Nattie) Katherine Neidhart (Calgary, 27 mei 1982) is een Canadees professioneel worstelaarster die onder de ringnaam Natalya actief is in de WWE.

## Loopbaan
Neidhart is een derde-generatie worstelaar en lid van de Hart-worstelfamilie. Ze trainde bij haar ooms Ross en Bruce Hart. In 2000 en 2001 werkte ze voor de Matrats promotie, voordat ze in 2003 debuteerde in Stampede Wrestling. In 2004 en 2005 worstelde ze in Engeland en Japan. In juni 2005 won ze het Women's Pacific Championship en volgend jaar in 2006 het SuperGirls Championship.
In januari 2007 ondertekende ze een opleidingscontract met de World Wrestling Entertainment (WWE) en ging worstelen op Deep South Wrestling (DSW), een WWE-opleidingscentrum. Daarna werd ze twee keer verplaatst naar de nieuwe WWE-opleidingscentrums Ohio Valley Wrestling (OVW) en Florida Championship Wrestling (FCW). Tijdens haar FCW-periode, ze managed haar neef DH Smith en haar vriendje TJ Wilson. 
In april 2008 werd ze gepromoveerd naar de WWE-rooster en debuteerde onder haar ringnaam "Natalya Neidhart" (later "Natalya"). In 2009 werd ze naar de ECW-brand gestuurd om de debuterende Tyson Kidd (vroeger TJ Wilson) te managen. Ze werden later vergezeld door David Hart Smith (vroeger DH Smith) om The Hart Dynasty te vormen en werden ook naar de SmackDown-brand gestuurd. Op 26 april 2010 werd Natalya samen met Smith en Kidd door de Supplemental Draft naar de Raw-brand gestuurd. Nadat de groep op 15 november 2010 ontbonden werd, Natalya focuste zich op singles ("1-op-1") competitie. In de Survivor Series op 21 november 2010 won ze voor de eerste keer het WWE Divas Championship en behield de titel tot 30 januari 2011.
In april 2011 werd Natalya door de Supplemental Draft naar de SmackDown-brand teruggestuurd. Sinds juni 2011 vormde Natalya meermaals met AJ en Kaitlyn een team, totdat Natalya in de SmackDown-aflevering op 5 augustus 2011 van AJ won en na de match in een heel (schurk) veranderde en vervolgens AJ aanviel. In het najaar van 2012 was ze de valet van The Great Khali.
Sinds juli 2013 is Natalya ook te zien op de Amerikaanse realityserie Total Divas.

## Persoonlijk leven
Neidhart is de dochter van professioneel worstelaar Jim Neidhart en Ellie Hart, de dochter van Stu Hart. Neidhart is een derde generatie worstelaarster en heeft ook twee zussen, Jennifer en Kristen. Neidhart citeerde haar grootvader, Stu, en haar oom, Bret, als haar inspiraties om te worstelen. Als lid van de Hart-worstelfamilie, is ze de nicht van Harry Smith en Teddy Hart, die beiden ook professioneel worstelaars zijn.
In juni 2013 trouwde Neidhart met Theodore James Wilson (beter bekend onder de ringnaam Tyson Kidd), met hij zij sinds november 2001 een koppel waren.

## In het worstelen
- Finishers
  - Sharpshooter

- Signature moves
  - Nattie by Nature
  - Rear naked choke
  - Surfboard

- Managers
  - Victoria
  - Bret Hart

- Worstelaars gemanaged
  - Victoria
  - TJ Wilson / Tyson Kidd
  - Harry Smith / DH Smith / David Hart Smith
  - AJ
  - Kaitlyn

- Bijnaam
  - "The Anvilette"
  - "The Queen of Harts"

- Opkomstnummers
  - "Yeah Baby" van Jim Johnston (2008–2009)
  - "New Foundation" van Jim Johnston (2009–heden)

## Prestaties

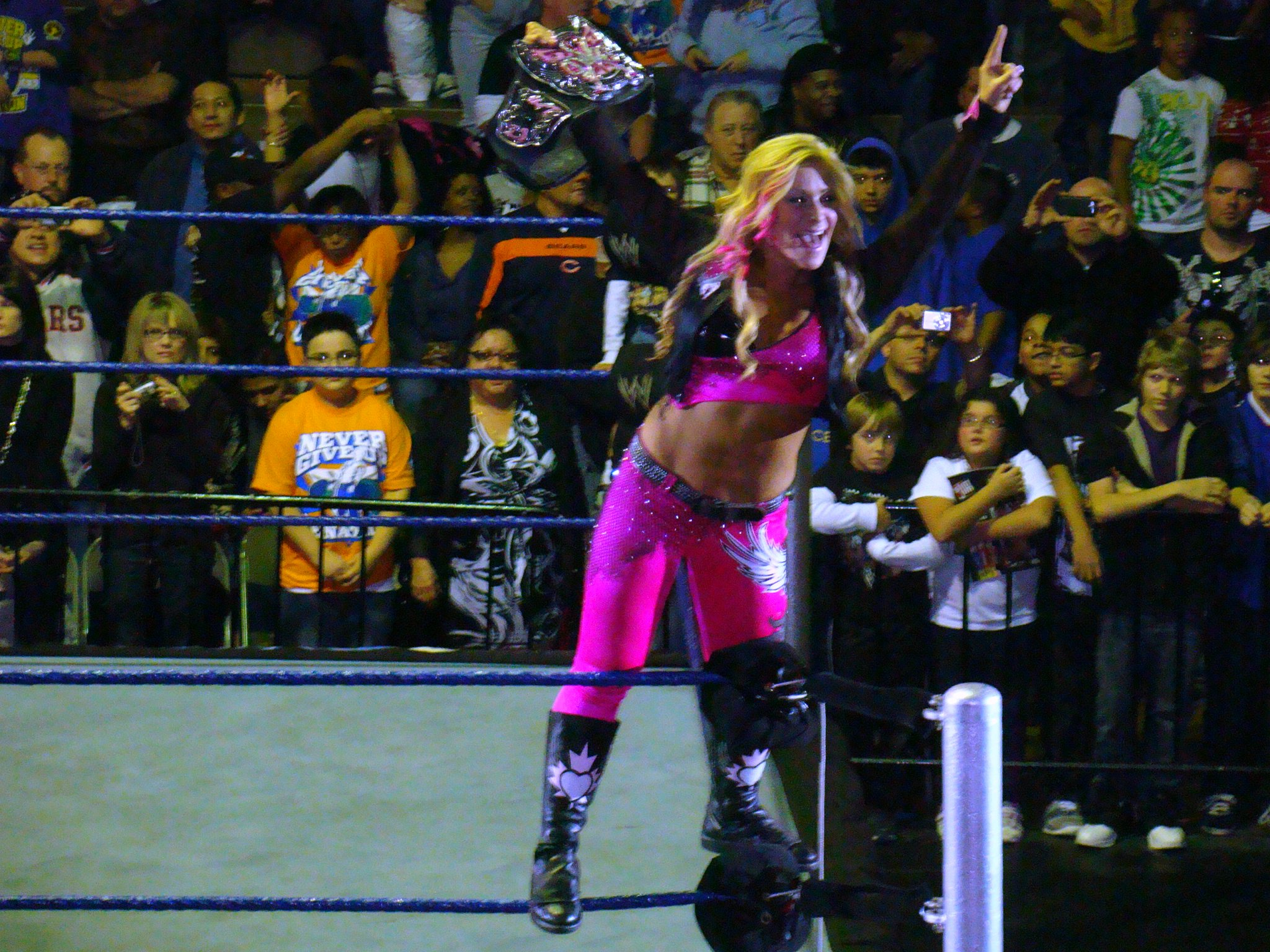
Natalya met WWE Divas Championship.

- Extreme Canadian Championship Wrestling
  - SuperGirls Championship (1 keer)

- Stampede Wrestling
  - Stampede Women's Pacific Championship (2 keer)
  - Women's Wrestler of the Year (2005)

- World Wrestling Entertainment
  - WWE Women's Tag Team Championship (1 keer) Met Tamina
  - WWE Divas Championship (1 keer)
  - WWE Smackdown LIVE Women's Championship (1 keer)